# 马龙尼礼教会圣乔治主教座堂 (贝鲁特)
圣乔治主教座堂（阿拉伯语：‎）是馬龍尼禮天主教貝魯特總教區的主教座堂，位于黎巴嫩贝鲁特。新古典主义立面，内饰和平面的灵感来自于圣母大殿，它是由意大利建筑师朱塞佩设计，1884年在旧堂（建于1755年）原址兴建。，使用了来自贝特梅里神庙的罗马柱。1894年棕枝主日祝圣。
在黎巴嫩内战期间受重创、炮轰、掠夺和污损。许多艺术品被洗劫一空，其中包括德拉克罗瓦的名画圣乔治（该教区的主保圣人）。敌对行动结束后，教堂恢复，2000年4月24日，宗主教納斯爾阿拉·布特羅斯·斯菲爾樞機重新宣誓就职。
穆罕默德·阿明清真寺位于该教堂的旁边。